# 2,3-二羟基喹喔啉
2,3-二羟基喹喔啉（或称为2,3-喹喔啉二酮）是一种含氮有机化合物，化学式C6H4(NH)2(CO)2，常温常压下为无色固体，可溶于极性有机溶剂，是许多药物的结构母体。2,3-二羟基喹喔啉能由草酸二甲酯与邻苯二胺合成：
C2O2(OMe)2  +  C6H4(NH2)2   →   C6H4(NH)2(CO)2  +  2 MeOH